# Dohoda o volném obchodu mezi Spojenými státy a Ománem
Dohoda o volném obchodu mezi Spojenými státy a Ománem (anglicky U.S.-Oman Free Trade Agreement) je obchodní dohoda mezi Spojenými státy americkými a Ománem. Vláda George Bushe oznámila 15. listopadu 2004 záměr Kongresu podepsat obchodní dohodu s Ománským sultanátem. Dohoda byla podepsána 19. ledna 2006 a byla součástí Bushovy strategie na vytvoření zóny volného obchodu mezi Spojenými státy a Blízkým východem. Dohoda vstoupila v platnost 1. ledna 2009.